# Puchar Ameryki Północnej w narciarstwie alpejskim 2024/2025
Sezon 2024/2025 Pucharu Ameryki Północnej w narciarstwie alpejskim rozpoczął się 10 grudnia 2024 r. w kanadyjskim ośrodku narciarskim Panorama rywalizacją w supergigantach kobiet i mężczyzn, natomiast ostatnie zawody sezonu, tj. slalom mężczyzn, zostały rozegrane 20 marca 2025 r. na stokach Sugarloaf  w Stanach Zjednoczonych. Łącznie zorganizowano 22 starty dla kobiet i 21 startów dla mężczyzn.

## Puchar Ameryki Północnej w narciarstwie alpejskim kobiet
Wśród kobiet Pucharu Ameryki Północnej z sezonu 2023/2024 broniła Kanadyjka Arianne Forget. Tym razem najlepsza okazała się Amerykanka Annika Hunt.
W poszczególnych klasyfikacjach triumfowały:
- zjazd:  Annika Hunt
- supergigant:  Annika Hunt
- gigant:  Elisabeth Bocock
- slalom:  Liv Moritz

## Puchar Ameryki Północnej w narciarstwie alpejskim mężczyzn
Wśród mężczyzn Pucharu Ameryki Północnej z sezonu 2023/2024 bronił Kanadyjczyk Simon Fournier. Tym razem najlepszy okazał się jego rodak Raphaël Lessard.
W poszczególnych klasyfikacjach triumfowali:
- zjazd:  Raphaël Lessard
- supergigant:  Raphaël Lessard
- gigant:  Liam Wallace
- slalom:  Matej Vidović